# César Birotteau (personnage)
Pour les articles homonymes, voir César Birotteau (homonymie) et Birotteau.
César Birotteau est un personnage de La Comédie humaine d’Honoré de Balzac, Né en 1776, il quitte son pays à l'âge de quatorze ans, sachant lire, écrire et compter grâce à sa marraine, la marquise d'Uxelles.

## Chronologie de César Birotteau dansLa Comédie humaine
À Paris, en 1793, il devient garçon de magasin, puis second commis chargé de la caisse au moment de la Réquisition de l'An II, chez le parfumeur Ragon, propriétaire du magasin La Reine des roses, qui lui donne ses secrets de fabrication. Il est nommé capitaine de la Garde nationale de son quartier. Lors de l'insurrection royaliste du 13 vendémiaire an IV (1795) à laquelle il prend part du côté des royalistes, il est blessé à la cuisse sur les marches de l'église Saint-Roch. Napoléon Bonaparte lui en tient rigueur et le « casse » par deux fois.
En 1799, il a économisé scrupuleusement et intelligemment spéculé, ce qui lui permet de racheter La Reine des roses. Il épouse en 1800 Constance Pillerault, vendeuse dans un magasin de nouveautés. Il déplace alors son magasin à l'angle de la place Vendôme et de la rue Saint-Honoré. En 1812, il est le premier parfumeur à employer la réclame. Il est en relation avec monsieur Guillaume (La Maison du chat-qui-pelote), mais il démissionne du tribunal de commerce en 1813.
À la Restauration, il est nommé adjoint au maire du 2e arrondissement de Paris. Inventeur de la Double Pâte des sultanes et de L'Eau carminative, il a la clientèle du roi Louis XVIII, qui va le nommer chevalier de la Légion d'honneur en 1818. Il s'apprête à donner un grand bal pour fêter cette promotion. Une manigance de Ferdinand du Tillet, associée à une spéculation risquée sur le terrain du quartier de la Madeleine le ruine ; maître Derville l'avait prévenu du danger qu'il courait. Ses créanciers viennent le harceler dès le lendemain du bal. César va demander conseil à Keller frères, puis se rend chez Frédéric de Nucingen qui refuse de le recevoir.
En 1819, il est mis en faillite, mais le jeune Anselme Popinot, son commis, a secrètement inventé une pâte de noisette dont le commerce se révèle un immense succès, grâce notamment au travail de commercialisation de Félix Gaudissart.
En 1823, grâce à Anselme, grâce aussi à la somme de six mille francs que le roi lui fait remettre par Félix de Vandenesse, Birotteau peut rembourser ses dettes, il est réhabilité à la Cour par monsieur de Granville, le juge Granville. Il retrouve son ancien domicile rue Saint-Honoré, reparaît à la Bourse. Mais lorsqu'Anselme Popinot donne un bal en l'honneur de son illustre prédécesseur, Birotteau meurt brutalement.
César Birotteau apparaît peu dans La Comédie humaine. Mais il est souvent cité par sa riche clientèle et par les financiers dans : 
- César Birotteau
- Béatrix
- La Rabouilleuse
- Les Petits Bourgeois
- L'Envers de l'histoire contemporaine